# Estación de Jesús Carranza
Jesús Carranza es una estación de trenes que se encuentra en Jesús Carranza, Veracruz.

## Historia
La estación fue edificada sobre la línea del Ferrocarril Nacional de Tehuantepec que fue concluido el 29 de junio de 1894, estableciéndose así una línea férrea que conectó el Océano Pacífico con el Océano Atlántico.
En el 2017, debido al terremoto de Chiapas, el edificio antiguo de la estación sufrió daños en la mayor parte de la estructura, dejando casi destruido por completo.
Los trabajos de rehabilitación de la estación comenzaron el 1 de agosto de 2023, la rehabilitación tendrá  una duración de más de 120 días y serán realizadas para el futuro tránsito de pasajeros y mercancías del Corredor Interoceánico del Istmo de Tehuantepec.